# Weng (Gemeinde Weng im Innkreis)
Weng im Innkreis ist ein Ort im Innviertel Oberösterreichs wie auch Gemeindehauptort, Ortschaft und Katastralgemeinde der Gemeinde Weng im Innkreis im Bezirk Braunau am Inn.

## Geographie
Der Ort befindet sich 10 Kilometer östlich von Braunau am Inn und 23 Kilometer westlich von Ried im Innkreis.
Das Dorf liegt auf um die 370 m ü. A. Höhe im Inntal, am Westrand des Innviertler Hügellands. Durch den Ort fließt der Lochbach, der Moosbach mündet südlich des Zentrums ein, was den Austritt des Moosbachtals in die Talung des Inns markiert.
Die Ortschaft Weng im Innkreis umfasst um die 220 Gebäude über 600 Einwohnern, das ist knapp die Hälfte der Gemeindebevölkerung. Mit dem Ort Bergham bachabwärts ist Weng heute weitgehend verwachsen, die Grenze verläuft an der Hans Plank-Straße.
Die Katastralgemeinde Weng umfasst mit 1.155,09 Hektar gut die Hälfte des Gemeindegebiets, und erstreckt sich von Wernthal und dem Nordrand des Schachawalds den Lochbach über etwa 6½ Kilometer abwärts bis an das Ufer der Mühlheimer Ache (Ach) nordwestlich von Altheim. Dazu gehören – Südwest nach Nordost – die Ortschaften Wernthal, Hunding, Weng i.I., Bergham, Harterding, Hauserding und Pirath, von dem schon Ortsteile zu Altheim gehören, sowie Burgstall, von dem Teile auch in der Katastralgemeinde Leithen liegen.
Durch den Ort verläuft die B142 Mauerkirchener Straße (hier Hauptstraße), von Uttendorf und Mauerkirchen im Mattigtal zur Altheimer Straße (B148) bei Harterding.
| Leithen (KG) Elling (O) Riedlham (O)                                    | Mankham Bauerding (beide O)                                   | Weyrading (KG, Gem. Altheim) Bergham (O)                  |
| Oberspraidt (KG, Gem. Burgkirchen)                                      | Kompassrose, die auf Nachbargemeinden zeigt                   | Stern (KG, Gem. Altheim) Diepolding (O, Gem. Altheim)     |
| Wernthal ∗ (O) Hunding (O) St. Georgen a.d.M. ∗∗ (KG, Gem. Burgkirchen) | Matzelsberg (O) Grubedt (KG) Waasen (KG) (alle Gem. Moosbach) | Gaugsham (O, Gem. Altheim) Hainschwang (O, Gem. Moosbach) |

∗ Die Ortslage Eder gehört zu Wernthal
∗∗ KG St. Georgen an der Mattig grenzt nur in einem Punkt an

## Geschichte
Wang/Weng ist ein typischer Ortsname für offene – oft feuchte – Niederungen. Der Ort ist 1070 erstmals urkundlich erwähnt mit einer Schenkung des Edlen Ulrich von Weng nach Ranshofen.
Hier war wohl ein Ansitz, im Laufe 12. und 13. Jahrhunderts finden sich weitere Herren von Weng, einer der letzten war Ulrich von Weng, Domherr zu Regensburg (um 1523). Die Pfarrkirche wurde im 14. Jahrhundert erbaut, unterstand aber zeitweise der Pfarrkirche Moosbach.
Eine Schule im Ort ist ab 1834 bekannt.

## Kultur und Sehenswürdigkeiten
- Pfarrkirche Weng im Innkreis
- Pestkapelle, Weldlkapelle, Hoferkapelle[2]
- Heimatmuseum

## Nachweise
- 40446 – Weng im Innkreis. Gemeindedaten der Statistik Austria

1. ↑  Joseph Ernst Ritter von Koch-Sternfeld: Die dynastischen Zweige von Moosbach und Weng. Hof- und Staatsdruckerei, Wien 1849.
2. ↑  Kapellen in Weng, oberoesterreich.at; Abbildungen auf Weng … der Ort der Kapellen, weng-innkreis.ooe.gv.at → Fotogalerie, Bilder Nr. 7, 13 resp. 6